# Pit Beirer

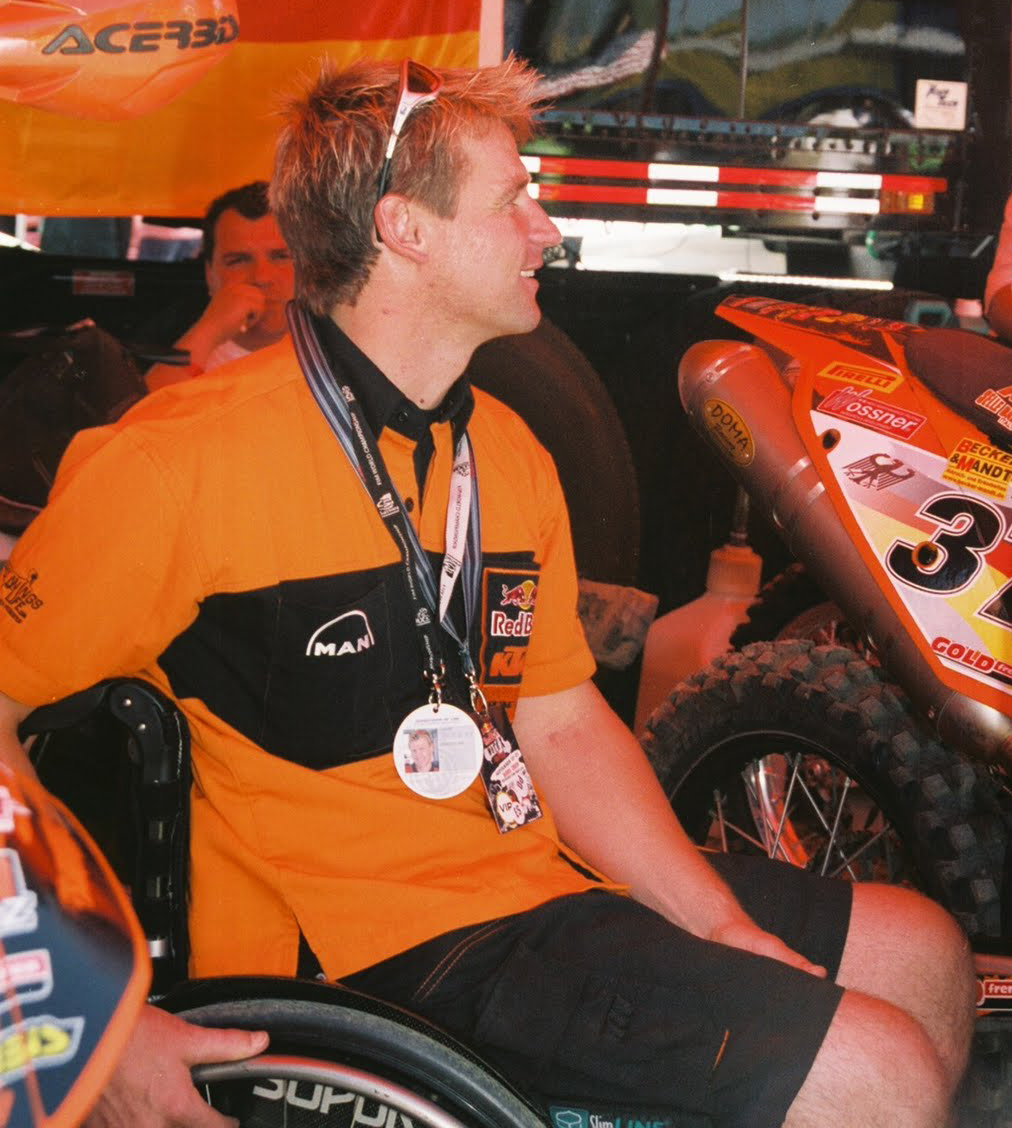
Pit Beirer in 2009

Pit Beirer (Radolfzell am Bodensee, 17 oktober 1972) is een Duits voormalig motorcrosser.

## Carrière
Beirer liet voor het eerst van zich spreken in het Wereldkampioenschap motorcross 250cc in 1995. Hij eindigde als vijfde met Honda. Ook de volgende jaren bleef hij actief met Honda. Het seizoen 1996 eindigde hij als zevende en 1997 als derde. In 1998 was Beirer de enige die een Grand Prix-zege kon afsnoepen van Stefan Everts en Sébastien Tortelli, die het seizoen domineerden. Hij werd opnieuw derde. Vanaf 1999 kwam Beirer uit op Kawasaki, naast Marnicq Bervoets. Dat jaar werd de beslissing om de wereldtitel pas in de laatste wedstrijd van het seizoen gemaakt, maar Beirer moest de titel aan Frédéric Bolley laten en werd vice-wereldkampioen. In 2000 werd Beirer opnieuw derde, na Bolley en Mickaël Pichon. Voor 2001 besloot Beirer om voor Yamaha uit te komen, maar dit werd geen succes. Mede daardoor ging hij in 2002 opnieuw naar Honda en werd opnieuw derde in de eindstand. Dit bezorgde hem een plaats bij KTM voor 2003. Beirer kwam tijdens de Bulgaarse Grand Prix echter zwaar ten val en geraakte blijvend verlamd.
Na zijn revalidatie werd Beirer het hoofd van KTM's offroad departement, en is dit tot op heden nog steeds.

## Palmares
- 7 Grand Prix overwinningen
- 1× vice-wereldkampioen
- 4× derde in de eindstand van het Wereldkampioenschap
- Individueel winnaar van de 250cc-klasse op de Motorcross der Naties in 1997.